# Halictus graecus
Halictus graecus är en biart som beskrevs av Blüthgen 1933. Halictus graecus ingår i släktet bandbin, och familjen vägbin. Inga underarter finns listade i Catalogue of Life.